# Mègacles de Siracusa
Mègacles de Siracusa (en grec antic Μεγακλῆς) fou fill de Dió de Siracusa, i gendre de Dionís I el Vell. Inicialment va ser un dels màxims suports de Dionís però amb el temps va esdevenir malcontent i va acompanyar a Dió quan va fugir de Siracusa el 358 aC.
Després va participar en la seva expedició a Sicília en la qual Dió es va apoderar de Siracusa, el va acompanyar en la seva triomfal entrada a la ciutat, i va ser associat al comandament en cap, segons Plutarc. Posteriorment ja no torna a ser esmentat.